# جابلسا
جابُلسا (یا جابُرس / جابُرسا/ جابُلص / جابُلصا) شهری ناشناخته است که در دورترین نقطه مغرب زمین قرار گرفته است. جابلسا در مقابل جابلقا قرار دارد که دورترین شهر در شرق است. می‌گویند هزار دروازه دارد و بر سر هر دروازه هزار پاسبان نشسته است. به اعتقاد محققین منزل نهایی سالک است. جابلسا گاهی نماد جای بسیار دور است و گاهی نیز رمزی از عالم ارواح، مثال، برزخ یا آخرین مرحله سلوک عرفانی است.
نام جابلقا و جابلسا در روایات اسلامی زیاد استفاده شده‌است در وصف این دو شهر عبارات مشابهی در منابعی چون تاریخ بلعمی، و عجایب المخلوقات طوسی آمده که از آن جمله است: «هریک هزار یا ده هزار در دارد، مخلوقات آنها غیرقابل شمارش اند، ساکنان آنها از ابلیس و حضرت آدم علیه السلام بی اطلاع اند و هریک هفت هزار سال عمر می‌کنند، خورشید و ماه را نمی‌بینند و از نور دیگری استفاده می‌کنند».
به این دو شهر در ادبیات فارسی هم زیاد اشاره شده است. از جمله:
سنایی گوید:
| سخن کز روی حق گویی جه عبرانی چه سریانی |  | مکان کز بهر حق جویی چه جابلقا چه جابلسا |

ناصر خسرو گوید:
| چو زاغ شب به جابلسا رسید از حد جابلقا |  | برآمد صبح رخشنده چو از یاقوت عنقائی |

مفتون همدانی گوید:
| ز جابلقا چه میپرسی ز جابلسا چه میگویی |  | که در کنج دل داناست جابلقا و جابلسا |

## جستارهای مرتبط
- جاپلق
- کوه قاف
- جابلقا